# Mostra de Venise 1949
La Mostra de Venise 1949 — ou la 10e édition de la Mostra de Venise ou encore la 10e édition du Festival international du film de Venise (en italien : 10ª edizione della Mostra internazionale d'arte cinematografica) — est un festival de cinéma international qui s'est tenu à Venise en Italie du 11 août au 1er septembre 1949.

## Jury
- Mario Gromo (président, Italie), Ermanno Contini (Italie), Emilio Lavagnino (Italie), Giannino Marescalchi (Italie), Aldo Palazzeschi (Italie), Piero Regnoli (Italie), Gian Luigi Rondi (Italie), Gino Visentini (Italie), Cesare Zavattini (Italie)

## Palmarès
- Lion d'or pour le meilleur film : Manon de Henri-Georges Clouzot
- Coupe Volpi de la meilleure interprétation masculine : Joseph Cotten pour Le Portrait de Jennie (Portrait of Jennie) de William Dieterle
- Coupe Volpi de la meilleure interprétation féminine : Olivia de Havilland pour La Fosse aux serpents (The Snake Pit) de Anatole Litvak